# كيرميت غوردون
كيرميت غوردون (بالإنجليزية: Kermit Gordon)‏ هو اقتصادي أمريكي، ولد في 3 يوليو 1916 في فيلادلفيا في الولايات المتحدة، وتوفي في 21 يونيو 1976 في واشنطن العاصمة في الولايات المتحدة.

## وصلات خارجية
- كيرميت غوردون على موقع إن إن دي بي (الإنجليزية)